# Hahnia vanwaerebeki
Hahnia vanwaerebeki là một loài nhện trong họ Hahniidae.
Loài này thuộc chi Hahnia. Hahnia vanwaerebeki được Robert Bosmans miêu tả năm 1987.